# Jaekelopterus rhenaniae
Jaekelopterus rhenaniae – wielkorak z wczesnego dewonu (ems), największy stawonóg w dziejach.

## Opis
Znaleziono wyłącznie niekompletne szczypce, mające długość 36 cm, a po zrekonstruowaniu brakującego fragmentu – 46 cm. Poprzez analogię do innych wielkoraków, zwłaszcza z rodziny Pterygotoidea, oszacowano długość całego ciała (nie licząc długości szczypiec) tego osobnika na około 2,46 m (szacunki oscylują między 233 a 259 cm)

## Występowanie
Znaleziony w Niemczech koło miasteczka Prüm w kraju Nadrenia-Palatynat, w odkrywce w obrębie wzgórz Eifel.

## Zasięg stratygraficzny
Wczesny dewon, około 390 milionów lat temu, ems. Opisany z tzw. Willwerath Lagerstätte, formacja z Klerf.

## Ekologia gatunku
Drapieżnik płytkich wód przybrzeżnych, polujący głównie na drobne kręgowce i  stawonogi. Znaleziony w osadach brakicznej laguny lub jeziora.

## Dyskusja wielkości
Dotychczas do największych gatunków stawonogów zaliczano wielkoraki późnosylurskie – Acutiramus macrophthalmus z USA (200 cm) oraz czeski A. bohemicus z tego samego wieku (210 cm). Podobną długość, lekko przekraczającą 2 m, osiągał stawonóg z innej grupy (prawdopodobnie z podtypu wijów) – Arthropleura armata z późnego karbonu. Wszystkie te okazy mają wielkość oszacowaną na bazie mocno niekompletnych znalezisk i dlatego różnią się w różnych opracowaniach naukowych.